# Dmitry Ignatenko (cầu thủ bóng đá, sinh 1995)
Dzmitry Ihnatsenka (tiếng Belarus: Дзмітрый Ігнаценка; tiếng Nga: Дмитрий Игнатенко; sinh 1 tháng 2 năm 1995) là một cầu thủ bóng đá Belarus. Tính đến năm 2017, anh thi đấu cho Gomel.